# زمردماهی دماغه
زمردماهی دماغه (نام علمی: Sagittalarva inornatus) نام یک گونه از خانواده زمردماهیان است.